# 흡혈메기
흡혈메기(칸디루)(Vandellia cirrhosa)는 메기목 흡혈메기과의 비늘이 없는 기생성 메기 종류이다. 아마존 강 유역에서 발견되며 길이는 2.5cm에서 15cm이다. 몸이 반투명하여 물속에서는 보기가 힘들다. 다른 물고기의 아가미로 들어가 기생하여 살을 조금씩 파먹는다. 흔히 '아마존의 흡혈귀'라고 부른다.

## 분포
이 물고기가 사는 곳으로 알려진 장소는 아마존강과 그 강의 지류인 네그로 강(스페인어: Río Negro)이다.

## 기생
흡혈메기는 기생성 동물이다. 가끔 사람을 공격하는 것으로도 알려져 있다. 암모니아 냄새를 맡고 숙주를 찾아가기 때문에 물 속에서 오줌을 누던 사람의 성기 속으로 들어가 버리기도 한다는 소문이 있었으나 사실은 아니다. 실제로는 물고기 아가미와 같은 곳에서 발생하는 작고 강한 물살에 반응해 다가가는 것으로 알려졌다. 칸디루가 사람 성기에 들어간 사례는 1건이 있으며, 수술을 통해 간단히 제거 후 회복했다.